# ルサルカ (ドヴォルザーク)
『ルサルカ』（Rusalka）作品114（B203）は、アントニン・ドヴォルザークが作曲した9作目のオペラ。全3幕。チェコ語。

## 概要
1900年に書かれ、翌1901年3月31日、カレル・コヴァジョヴィツの指揮で、プラハ国民劇場にて初演された。リブレット（台本）はヤロスラフ・クヴァピルが担当した。日本初演は1959年11月24日、東京・社会事業会館において、長門美保歌劇団により実現した。
もっとも有名なアリアは第1幕からの「月に寄せる歌」（Měsíčku na nebi hlubokém）であり、単独で演奏されたり録音されることが多い。またヴァイオリン用に編曲され、映画のサウンドトラックに使用されてきた。
作曲者の没後に出版されたヴォーカルスコアは音の誤りや指示の欠落がみられ、ブルクハウザーが校訂したドヴォルザーク全集版（1959年）は典拠からヴォーカルスコアを除外しト書きを採用しないといった不充分な形態で伝搬。第1幕のアリアが広く知られ演奏機会が増えるにつれチェコ語やスラヴ系言語特有の発音の難しさも加わり、発音記号を掲載した楽譜や手引書も刊行されている。
2023年12月、ベーレンライター社が出版譜のばらつきを網羅し発音に対し助言が添えられた新校訂版（校訂はロバート・サイモンとヨナーシュ・ハーイェク。パート譜はレンタルのみ）を刊行。2024年5月には「月に寄せる歌」単独でスコアとヴォーカル・スコアの両方が刊行された。

## 楽器編成
ピッコロ、フルート2、オーボエ2、イングリッシュホルン、クラリネット2、バスクラリネット、ファゴット2、ホルン4、トランペット3、トロンボーン3、チューバ、ティンパニ、シンバル、大太鼓、トライアングル、タムタム、ハープ、オルガン、弦五部、バンダ（ホルン、ハーモニウム）

## 演奏時間
約2時間25分

## 登場人物
- ルサルカ：水の精（ソプラノ）
- 王子（テノール）
- 外国の王女（ソプラノ）
- ワッサーマン：水の精（バス）
- 魔女（メゾソプラノ）
- 猟師（テノール）
- 料理人（ソプラノ）
- 3人の木の精霊（ソプラノ）
- 3人の木の精霊（ソプラノ）
- 狩人（テノールもしくはバリトン）

## あらすじ

### 第1幕
ルサルカは、森の奥にある湖に住む水の精。ある日人間の王子に恋をし、魔法使いイェジババに人間の姿に変えてもらう。ただし、人間の姿の間はしゃべれないこと、恋人が裏切った時にはその男とともに水底に沈む、というのがその条件であった。美しい娘になったルサルカを見た王子は、彼女を城に連れて帰り、結婚する。

### 第2幕
結婚の祝宴でも口をきかないルサルカを、冷たい女だと不満に思った王子は、祝宴にやってきた外国の王女に心を移してしまう。祝宴の中、居場所をなくしたルサルカが庭へ出ると、水の精によって池の中に連れ込まれてしまう。王子は恐怖のあまり、王女に助けを求めるが、王女は逃げ去る。

### 第3幕
森の湖へ移されたルサルカに魔法使いは、元の姿に戻すには裏切った男の血が必要だと語り、ナイフを渡す。ルサルカは王子を殺すことはできないとナイフを捨ててしまう。ルサルカを探して王子が湖にやってくる。そこで彼は妖精たちから自分の罪を聞かされ、絶望的にルサルカを呼ぶ。王子はルサルカに抱擁と口づけを求める。それは王子に死をもたらすのだとルサルカは拒むが、王子は「この口づけこそ喜び、幸いのうちに私は死ぬ」と答える。ルサルカはもはや逆らうことをやめ、王子を抱いて口づけ、暗い水底へと沈んでゆく。